# Giorgio Bracardi
Giorgio Bracardi (Roma, 3 maggio 1933) è un comico, cabarettista, attore e cantautore italiano.

## Biografia
Musicista e cantante in possesso di capacità comiche, è fratello del musicista e attore Franco Bracardi. Visse l'ambiente dello spettacolo in casa: la madre Edvige era un soprano e il padre Glauco un tenore. Tutti i cinque figli furono educati alla musica ed impararono a suonare uno strumento. Giorgio divenne pianista. Il padre fu uno dei primi gestori del Salone Margherita di Roma.
Compositore negli anni 1960 per la RCA, ha più volte partecipato al Festival di Sanremo come autore. 
Ha creato un vasto repertorio di personaggi a partire dalla trasmissione radiofonica Alto gradimento ideata insieme a Renzo Arbore, Gianni Boncompagni e Mario Marenco, tra i quali Scarpantibus ovvero "l'uccellaccio del Nicaragua", il petulante giornalista Max Vinella, l'esaltato gerarca fascista Ermanno Catenacci («e giù manganellàtte»), il depresso ed emicranico responsabile Rai dottor Marsala («Salute, come va? Io... dei dolori, dei dolori...»), l'improbabile farmacista dottor Onorato Spadone («L'uomo è una bestia!», «Lei, ha il mal di testa? Allora le do una purga!»), il maestro Benito Cerbottana, inguaribile nostalgico de La dolce vita, e per questo detto l'uomo di Via Veneto e il bilioso arabo Malìk Malùk.

Giorgio Bracardi con Claudio Villa alla manifestazione anti fast food, Roma 20 aprile 1986

Nel 1979 aggiunge al proprio repertorio il personaggio del Prof. Aurelio Marcellini, veemente monarchico ultra conservatore, in antitesi ideologica con Nanni Loy, conduttore del format domenicale Rai Tutti insieme compatibilmente, coniando la celebre frase tormentone «Chettefrega? Chettefrega?». Nel 1984 propone alcuni dei suoi personaggi nel talk show Pranzo in TV, condotto da Luciano Rispoli su Rai Uno. In particolare, le gag del Prof. Marcellini sono funzionali alla risoluzione dei giochi telefonici con i telespettatori.
Tra le varie collaborazioni televisive con Renzo Arbore spicca quella nella trasmissione Quelli della notte (1985). Nel 1987 su Rai Uno partecipa, nella veste del personaggio Fausto Rossi, alla trasmissione Pronto, chi gioca? condotta da Enrica Bonaccorti e Giancarlo Magalli. A partire dal 9 gennaio 1989 conduce e interpreta Chiappala chiappala su Rai 2. Nel 1995 fa parte di Striscia la notizia nel ruolo del fittizio portavoce di Silvio Berlusconi, Lucio Smentisco, la cui comicità consiste principalmente in particolari pernacchie. Nel 2001 è tra i protagonisti su Rai 2 del programma Stracult di Marco Giusti.
Tra le canzoni interpretate e/o composte da Bracardi, figurano Via Veneto, In Galera!, Cacamucaz amore mio (dal film La gorilla), Che Felicità, Béccate questa. Bracardi è anche il doppiatore di Cattivik nella serie animata trasmessa da Mediaset nel 2008.

## Radio
- Alto gradimento (1970-1976, 1979-1980, 1998)
- Radio Trionfo (1976-1977)
- No, non è la BBC (1978)
- Programmone (Rai Radio 2, dal 2015)

## Filmografia

### Cinema
- Patroclooo!... e il soldato Camillone, grande grosso e frescone, regia di Mariano Laurenti (1973)
- Vinella e Don Pezzotta, regia di Mino Guerrini (1975)
- La portiera nuda, regia di Luigi Cozzi (1976)
- Avere vent'anni, regia di Fernando Di Leo (1978)
- La compagna di viaggio, regia di Ferdinando Baldi (1980)
- La cameriera seduce i villeggianti, regia di Aldo Grimaldi (1980)
- I carabbinieri, regia di Francesco Massaro (1981)
- Crema, cioccolata e... paprika, regia di Michele Massimo Tarantini (1981)
- I carabbimatti, regia di Giuliano Carnimeo (1981)
- Quando la coppia scoppia, regia di Steno (1981)
- Vigili e vigilesse, regia di Franco Prosperi (1982)
- I camionisti, regia di Flavio Mogherini (1982)
- La gorilla, regia di Romolo Guerrieri (1982)
- Banana Joe, regia di Steno (1982)
- Mi faccia causa, regia di Steno (1984)
- Massimamente folle, regia di Marcello Troiani (1985)
- L'ispettore Derrick... e Harry!, regia di David Emmer (2002) - cortometraggio

### Televisione
- Settefolli, regia di Marcello Ciorciolini (1982) - film TV
- Cinecittà Cinecittà, regia di Vittorio De Sisti - miniserie TV (Rai 2, 1985)
- I tre moschettieri, regia di Giuseppe Recchia (1991) - miniserie TV
- L'Odissea, regia di Giuseppe Recchia (1991) - miniserie TV
- Argoss - Il fantastico Superman, (2003) - serie TV

## Pubblicità
Tra il 1972 e il 1973 ha partecipato, solo in voce, ad alcuni sketch della rubrica pubblicitaria televisiva Carosello, sponsorizzando la crema di bellezza Rujel della Gillette.
Fra il 1981 e il 1984 è apparso anche in video, come vivace testimonial delle Pizzette Catarì, in uno spot trasmesso su varie reti generaliste.

## Doppiatori italiani
- Gianni Marzocchi in Avere vent'anni